# Toyota Mark X
Der Toyota Mark X (jap. トヨタ・マークX) ist eine zwischen 2004 und 2019 hergestellte Limousine der oberen Mittelklasse des japanischen Automobilherstellers Toyota. In China wurde der Mark X bis 2017 als Toyota Reiz verkauft. Als Nachfolger des Mark II BLIT wird nun parallel ein Van-SUV-Crossover namens Toyota Mark X Zio angeboten.
Die Namensgebung orientiert sich am jahrzehntelang verwendeten Namen Toyota Mark II, die ursprünglich für Varianten des Toyota Corona verwendet worden war.

## Erste Generation (2004–2009)
Der Mark X ist ausschließlich als viertürige Limousine mit Hinterradantrieb (wahlweise Allradantrieb) lieferbar und wird von Sechszylindermotoren angetrieben. Zur Wahl stehen 2,5- und Dreilitertriebwerke in Saug- und anfangs auch in Turboausführung; bei den Saugmotoren handelt es sich um V6-Maschinen mit Direkteinspritzung, beim Turbo um einen Reihensechszylinder. Die Kraftübertragung übernehmen Sechsgangautomatiken bei den hinterradgetriebenen Ausführungen, bei den Allradversionen kommen Fünfgang-Automatikgetriebe zum Einsatz.

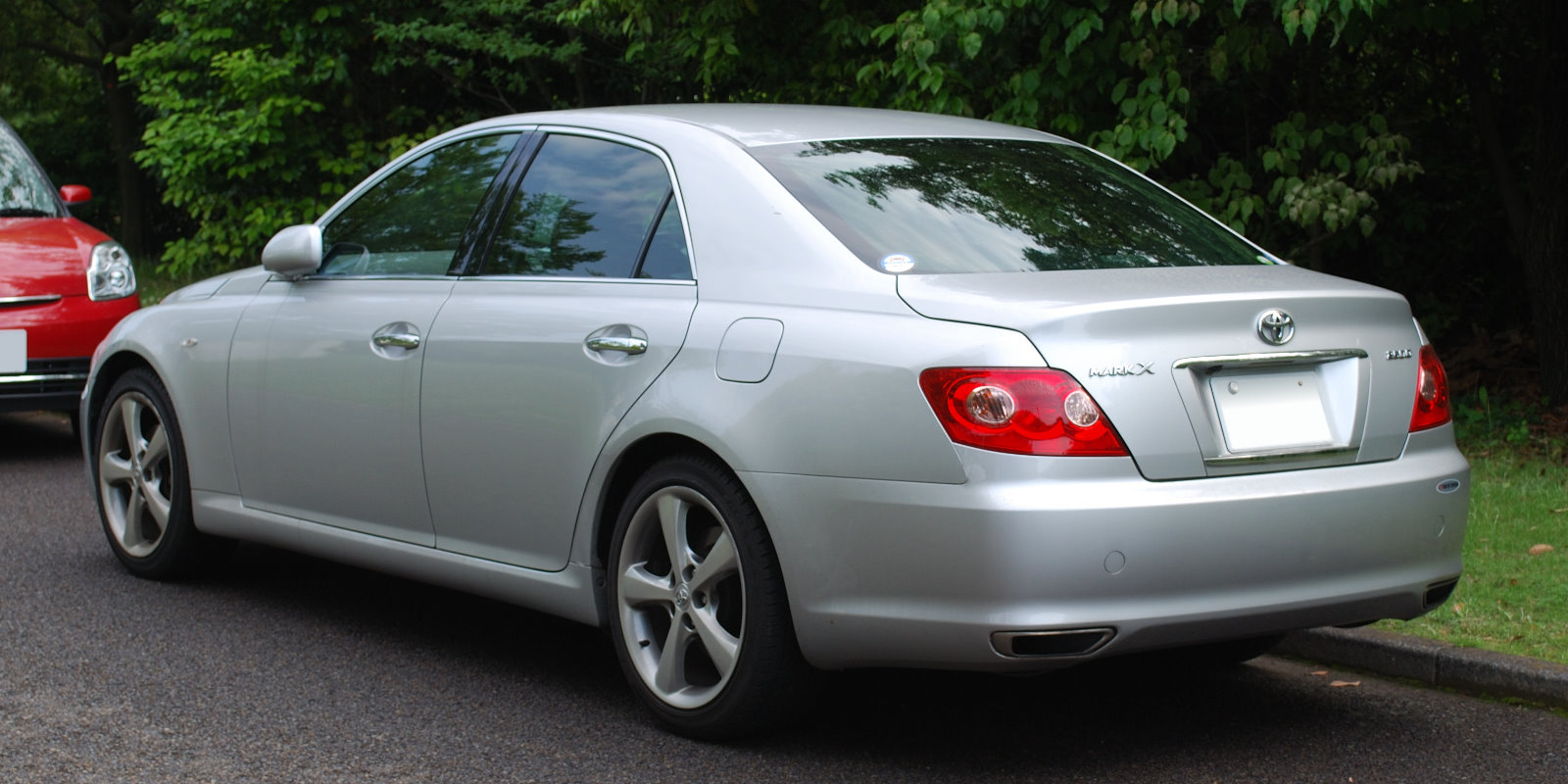
Toyota Mark X, 2004

Die Topversion stellt der 3,0 l 3GR-FE-Motor (Sportversion mit 170 kW und einer Höchstgeschwindigkeit von 235 km/h; 3GR) dar. Dieser hat als Standard die gleiche Ausstattung, wird jedoch mit Zwei-Farb-Interieur und -Dekor ausgeliefert. Das DVD-Unterhaltungssystem ist optional. Beide Versionen werden zudem nur mit einem 6-Gang-Automatikgetriebe gebaut.
| Toyota Mark X                               | 2500                                                                     | 3000                                                                     | 2500 Turbo                                                               |
| ------------------------------------------- | ------------------------------------------------------------------------ | ------------------------------------------------------------------------ | ------------------------------------------------------------------------ |
| Motor:                                      | 6-Zylinder-V-Motor (Viertakt)                                            | 6-Zylinder-V-Motor (Viertakt)                                            | 6-Zylinder-Reihenmotor (Viertakt)                                        |
| Hubraum:                                    | 2499 cm³                                                                 | 2994 cm³                                                                 | 2492 cm³                                                                 |
| Bohrung × Hub:                              | 83 × 77 mm                                                               | 87,5 × 83 mm                                                             | 86 × 71,5 mm                                                             |
| Leistung bei 1/min:                         | 158 kW (215 PS) bei 6400                                                 | 188 kW (256 PS) bei 6200                                                 | 206 kW (280 PS) bei 6200                                                 |
| Max. Drehmoment bei 1/min:                  | 260 Nm bei 3800                                                          | 314 Nm bei 3600                                                          | 324 Nm bei 4200                                                          |
| Verdichtung:                                | 12,0:1                                                                   | 11,5:1                                                                   | n. a.                                                                    |
| Gemischaufbereitung:                        | Einspritzung                                                             | Einspritzung                                                             | Einspritzung, Turbolader, Ladeluftkühler                                 |
| Ventilsteuerung:                            | DOHC                                                                     | DOHC                                                                     | DOHC                                                                     |
| Kühlung:                                    | Wasserkühlung                                                            | Wasserkühlung                                                            | Wasserkühlung                                                            |
| Getriebe:                                   | Fünf- oder Sechsgang-Automatik Hinterrad-, a.W. Allradantrieb            | Fünf- oder Sechsgang-Automatik Hinterrad-, a.W. Allradantrieb            | Fünf- oder Sechsgang-Automatik Hinterrad-, a.W. Allradantrieb            |
| Radaufhängung vorn:                         | Dreieckquerlenker, Querlenker, Zugstreben, Schraubenfedern, Stabilisator | Dreieckquerlenker, Querlenker, Zugstreben, Schraubenfedern, Stabilisator | Dreieckquerlenker, Querlenker, Zugstreben, Schraubenfedern, Stabilisator |
| Radaufhängung hinten:                       | Dreieckquerlenker, Längslenker, Schraubenfedern, Stabilisator            | Dreieckquerlenker, Längslenker, Schraubenfedern, Stabilisator            | Dreieckquerlenker, Längslenker, Schraubenfedern, Stabilisator            |
| Bremsen:                                    | Scheibenbremsen rundum, vorne innenbelüftet, ABS                         | Scheibenbremsen rundum, vorne innenbelüftet, ABS                         | Scheibenbremsen rundum, vorne innenbelüftet, ABS                         |
| Lenkung:                                    | Zahnstangenlenkung, servounterstützt                                     | Zahnstangenlenkung, servounterstützt                                     | Zahnstangenlenkung, servounterstützt                                     |
| Karosserie:                                 | Stahlblech, selbsttragend                                                | Stahlblech, selbsttragend                                                | Stahlblech, selbsttragend                                                |
| Spurweite vorn/hinten:                      | 1525/1525 mm                                                             | 1525/1525 mm                                                             | 1525/1525 mm                                                             |
| Radstand:                                   | 2850 mm                                                                  | 2850 mm                                                                  | 2850 mm                                                                  |
| Abmessungen:                                | 4730 × 1775 × 1440 mm                                                    | 4730 × 1775 × 1440 mm                                                    | 4730 × 1775 × 1440 mm                                                    |
| Leergewicht:                                | 1510–1570 kg                                                             | 1520–1530 kg                                                             | ab 1510 kg                                                               |
| Höchstgeschwindigkeit:                      | nicht angegeben                                                          | nicht angegeben                                                          | nicht angegeben                                                          |
| 0–100 km/h:                                 | nicht angegeben                                                          | nicht angegeben                                                          | nicht angegeben                                                          |
| Verbrauch (Liter/100 Kilometer, jap. Norm): | 8,0–9,1 S                                                                | 8,5 S                                                                    | n. a.                                                                    |
| Preis:                                      | ¥ 2,478–3,412 Mio. (02/2008) entspricht 15.900–21.800 €                  | ¥ 3,203–3,623 Mio. (02/2008) entspricht 20.500–23.200 €                  | n. a.                                                                    |

## Zweite Generation (2009–2019)
Die zweite Generation wurde im Oktober 2009 präsentiert. 2012 und 2016 erhielt das Fahrzeug eine optische Überarbeitung.

### Mark X GRMN
Der Mark X GRMN („Gazoo Racing Meister of Nürburgring“) ist eine limitierte Produktionsvariante (100 Einheiten im Jahr 2015, 350 Einheiten im Jahr 2019) basierend auf dem 3,5-Liter-V6-Modell für den japanischen Markt. Nachdem das Modell 2015 das erste Mal in limitierter Stückzahl angeboten wurde, wurde auf dem Autosalon in Tokio im Januar 2019 eine neue Variante präsentiert.
Der GRMN hat eine andere Front- und Heckstoßstange, ein Carbon-Dach, das das Gewicht um etwa 10 kg reduziert, einen Carbon-Heckspoiler sowie 19-Zoll-BBS-Räder. Im Innenraum hat das Modell Sportsitze und ein Sportlenkrad, eine schwarze Innenausstattung und Wildlederpolsterung mit roten Kontrastnähten. Zu den technischen Veränderungen für das Modell von 2015 gehört eine auf 236 kW (321 PS) leicht gesteigerte Leistung (318 PS/380 Nm beim 2019er Modell), ein 6-Gang-Schaltgetriebe mit Torsen-Sperrdifferenzial, ein sportlicher abgestimmtes Fahrwerk, Hochleistungsbremsen und zusätzliche Fahrwerksverstärkungen, speziell abgestimmte Dämpfer und elektrische Servolenkung.

Am 23. Dezember 2019 lief die Produktion des Mark X aus.

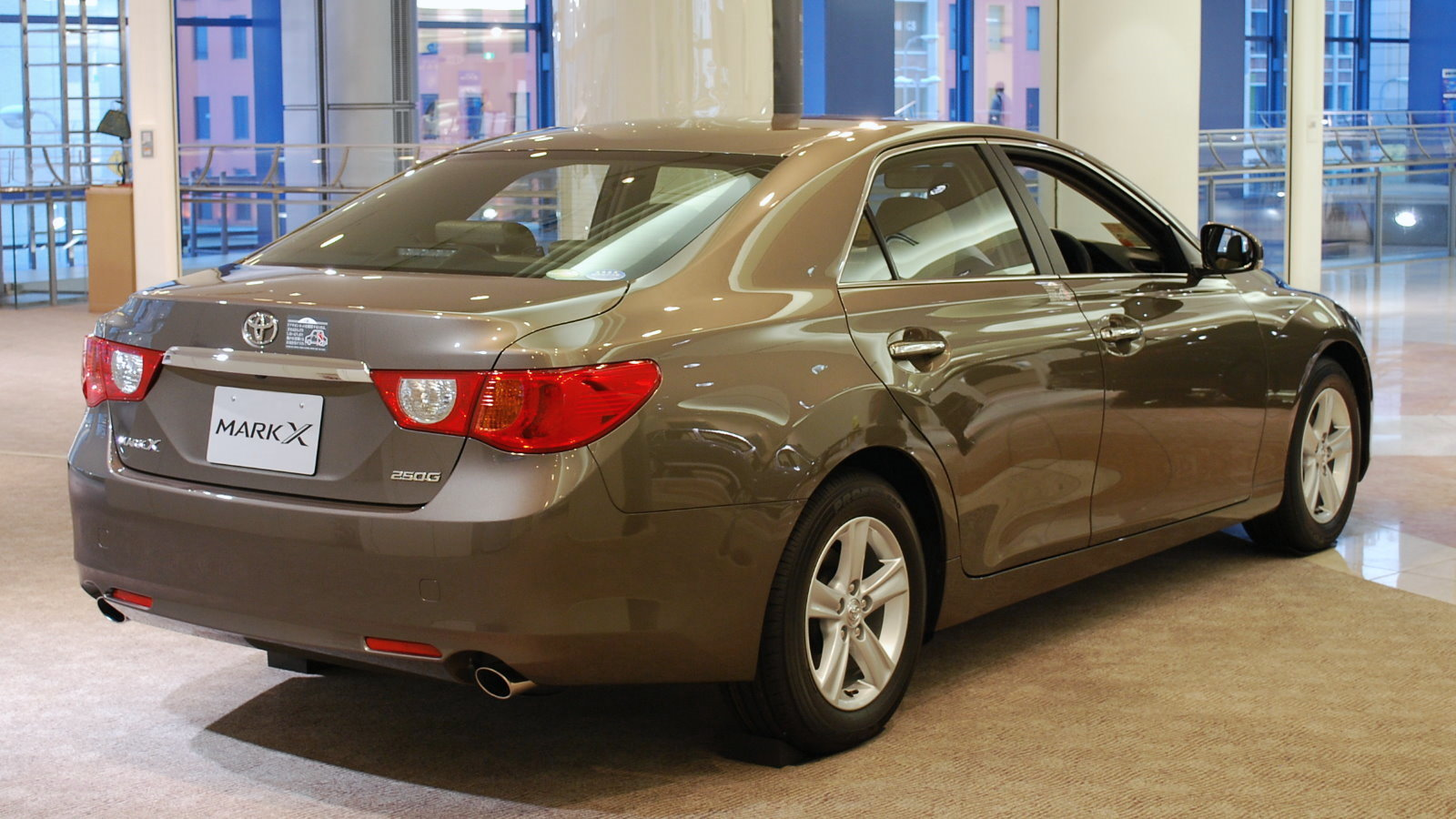
Heckansicht
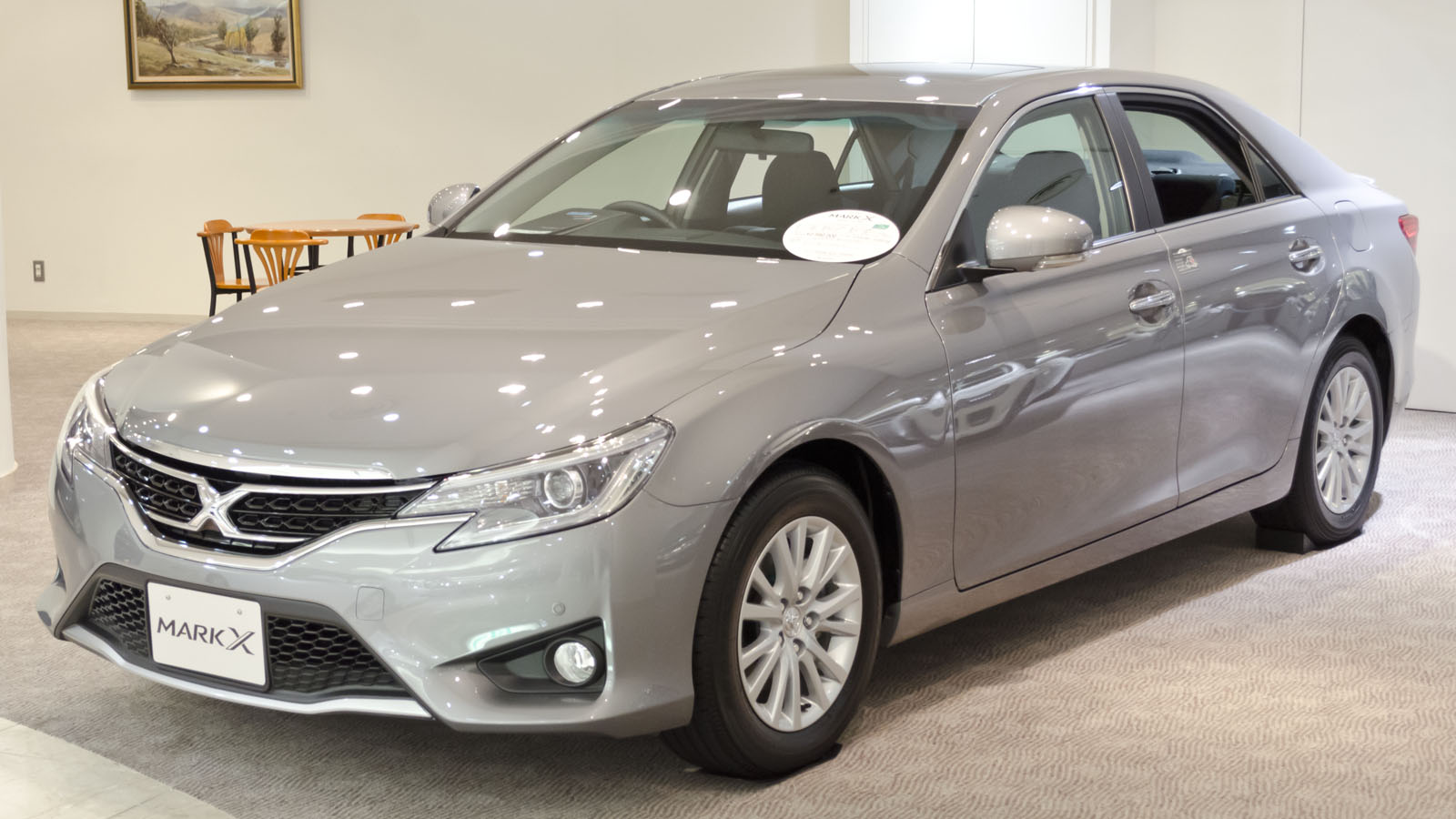
Erstes Facelift (2012)
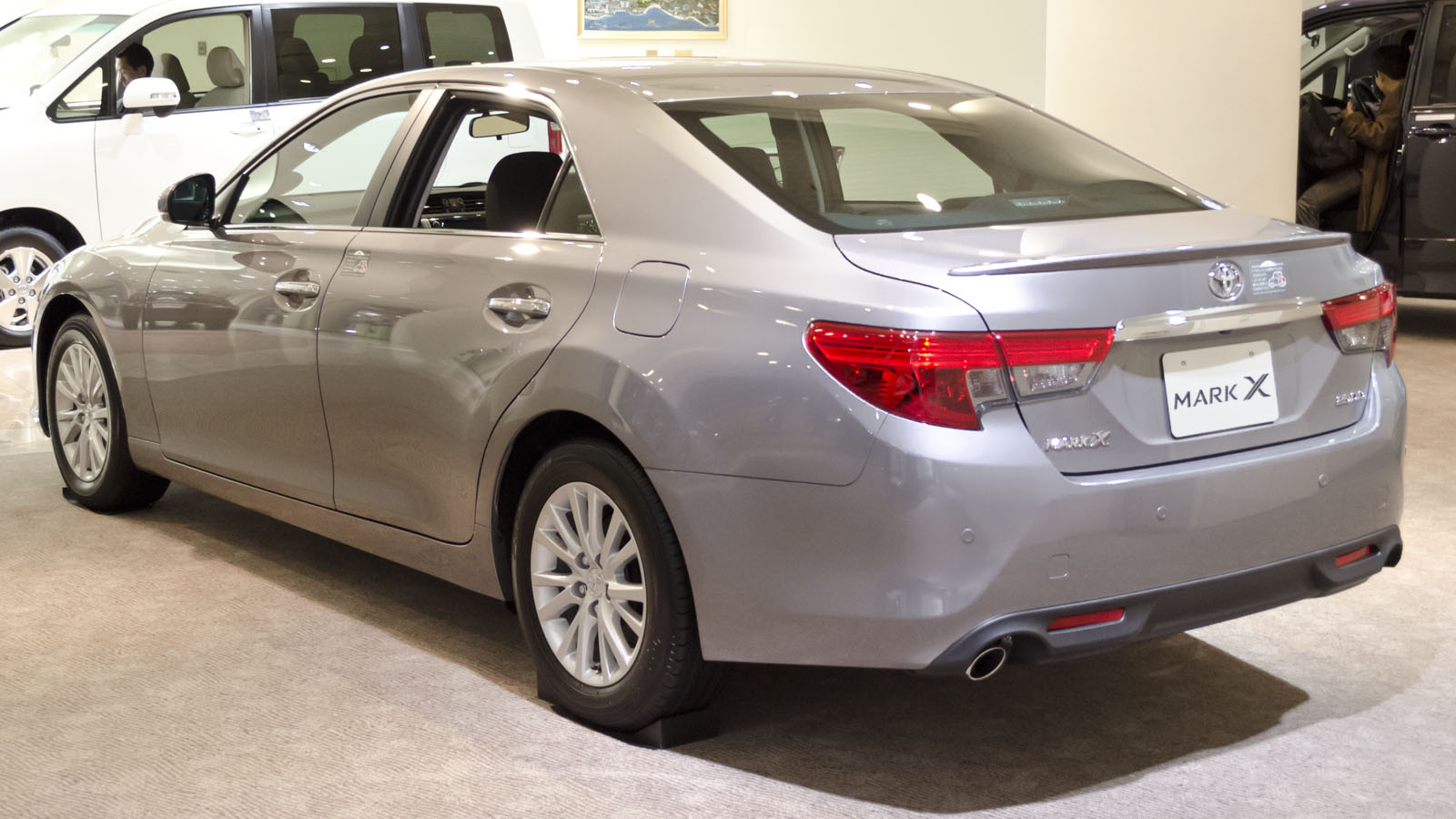
Heckansicht
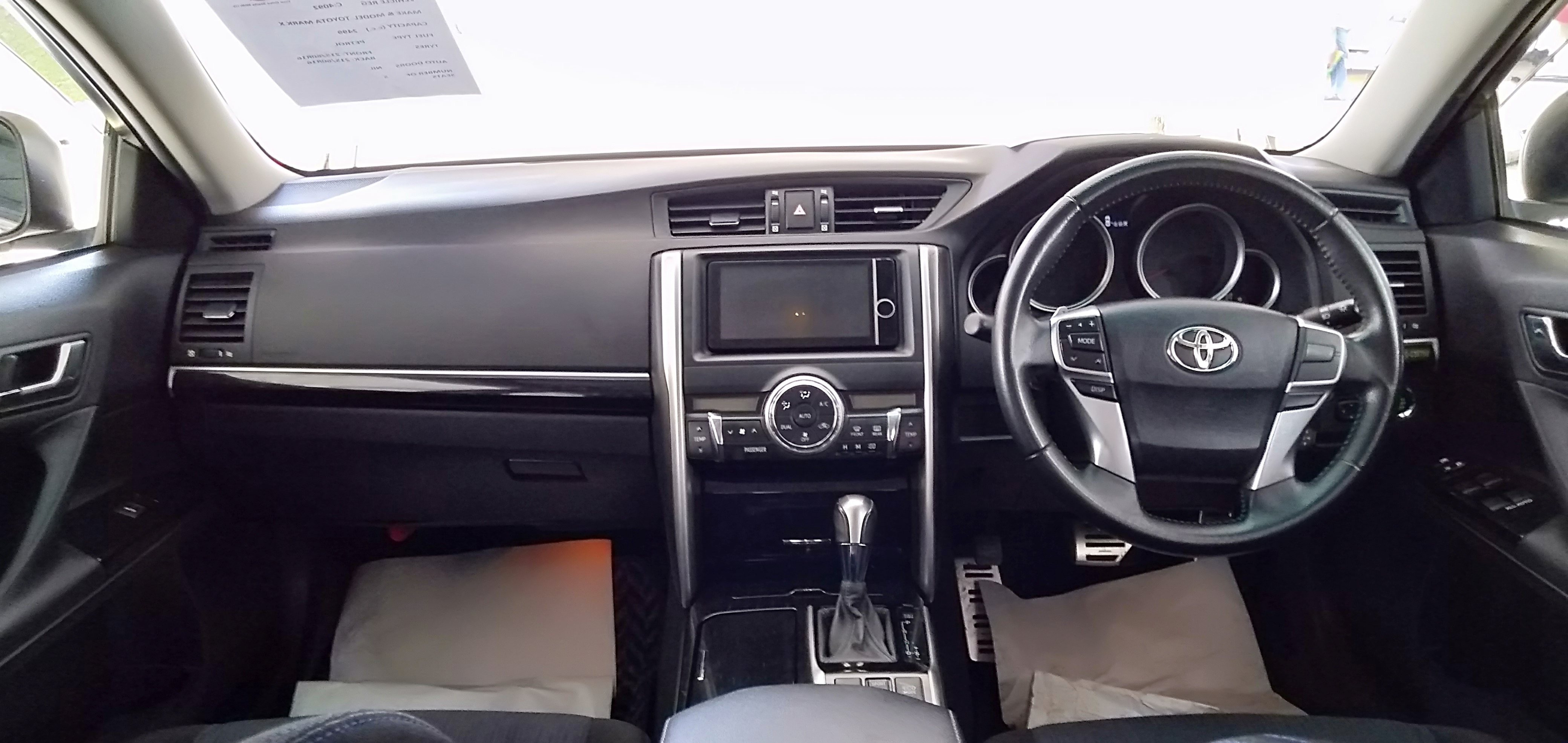
Innenraum
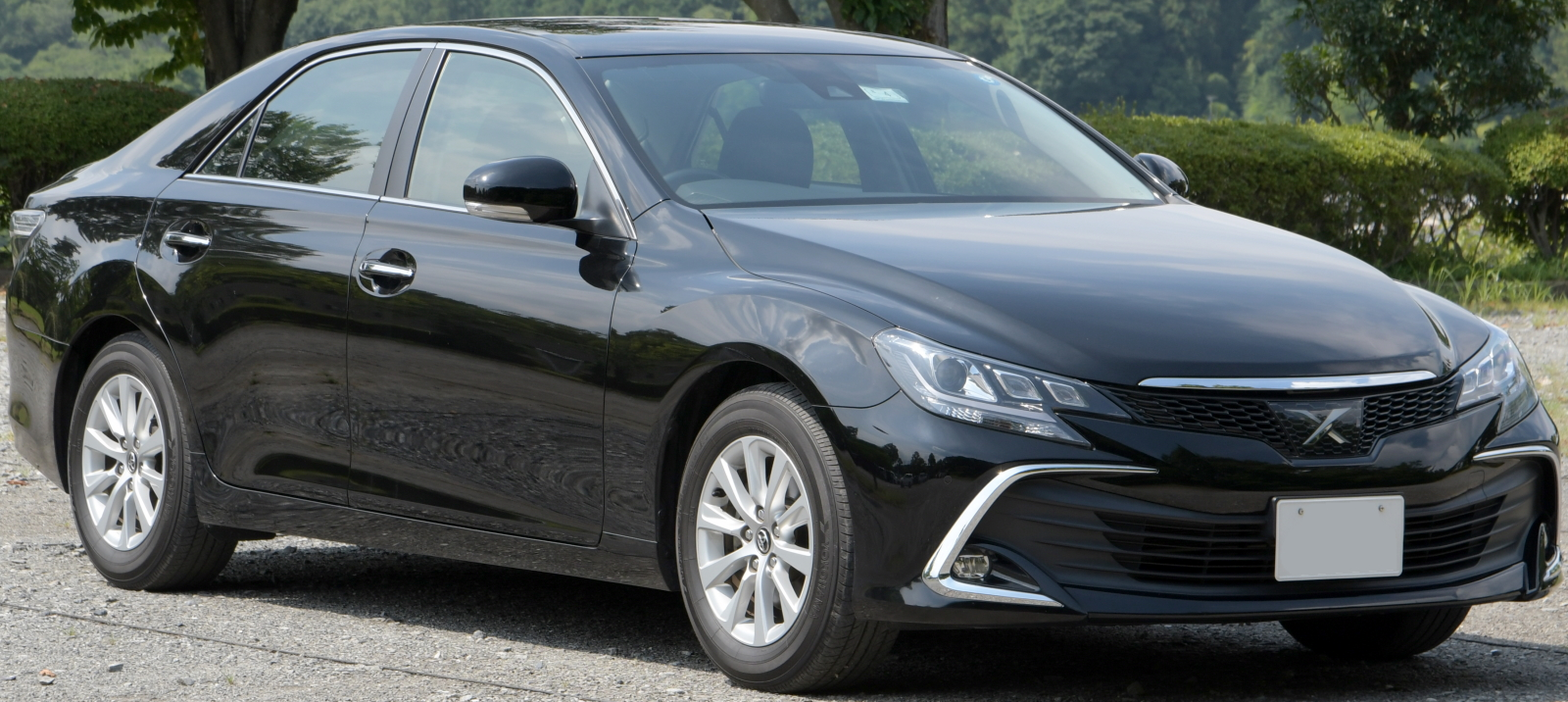
Zweites Facelift (2016)
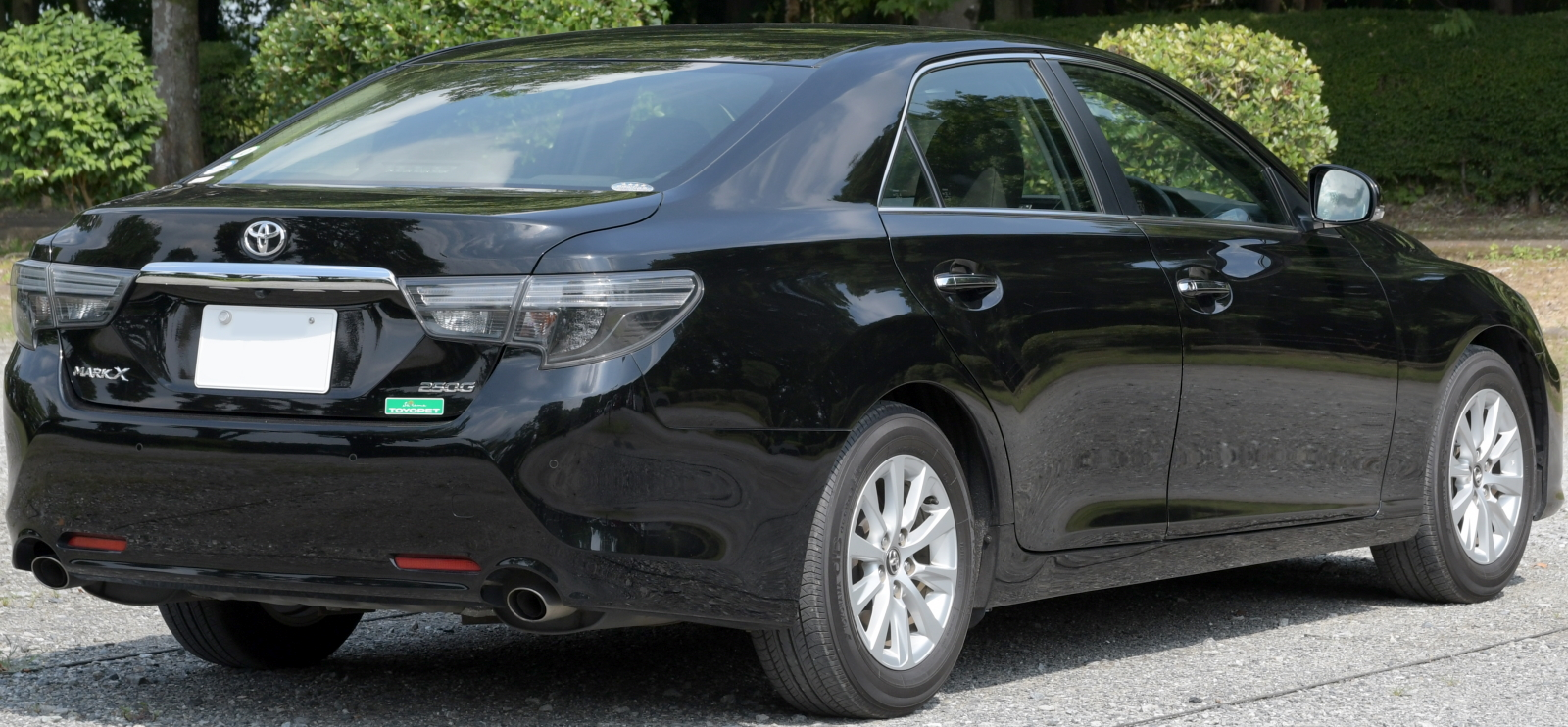
Heckansicht
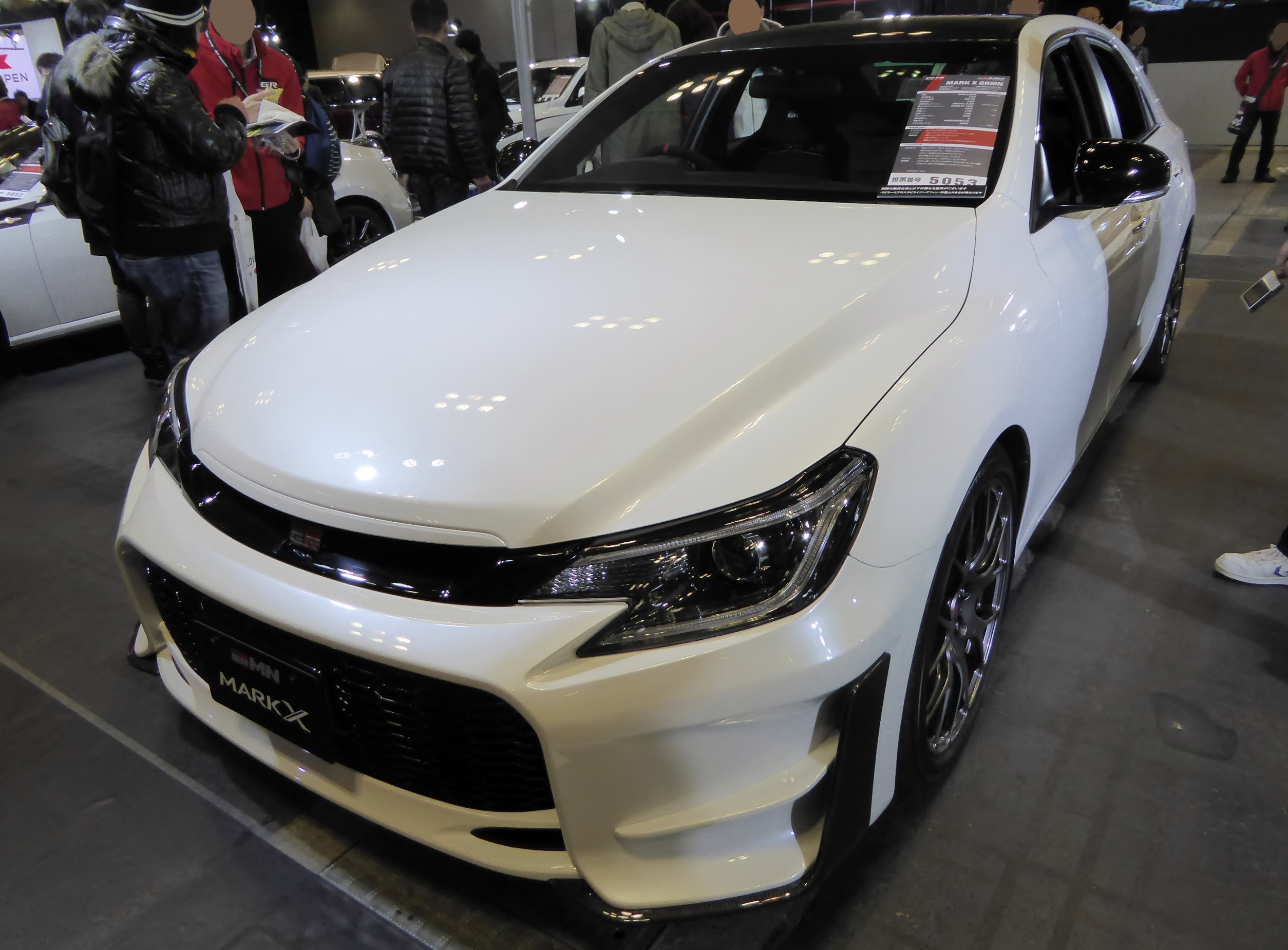
Toyota Mark X GRMN (2015)
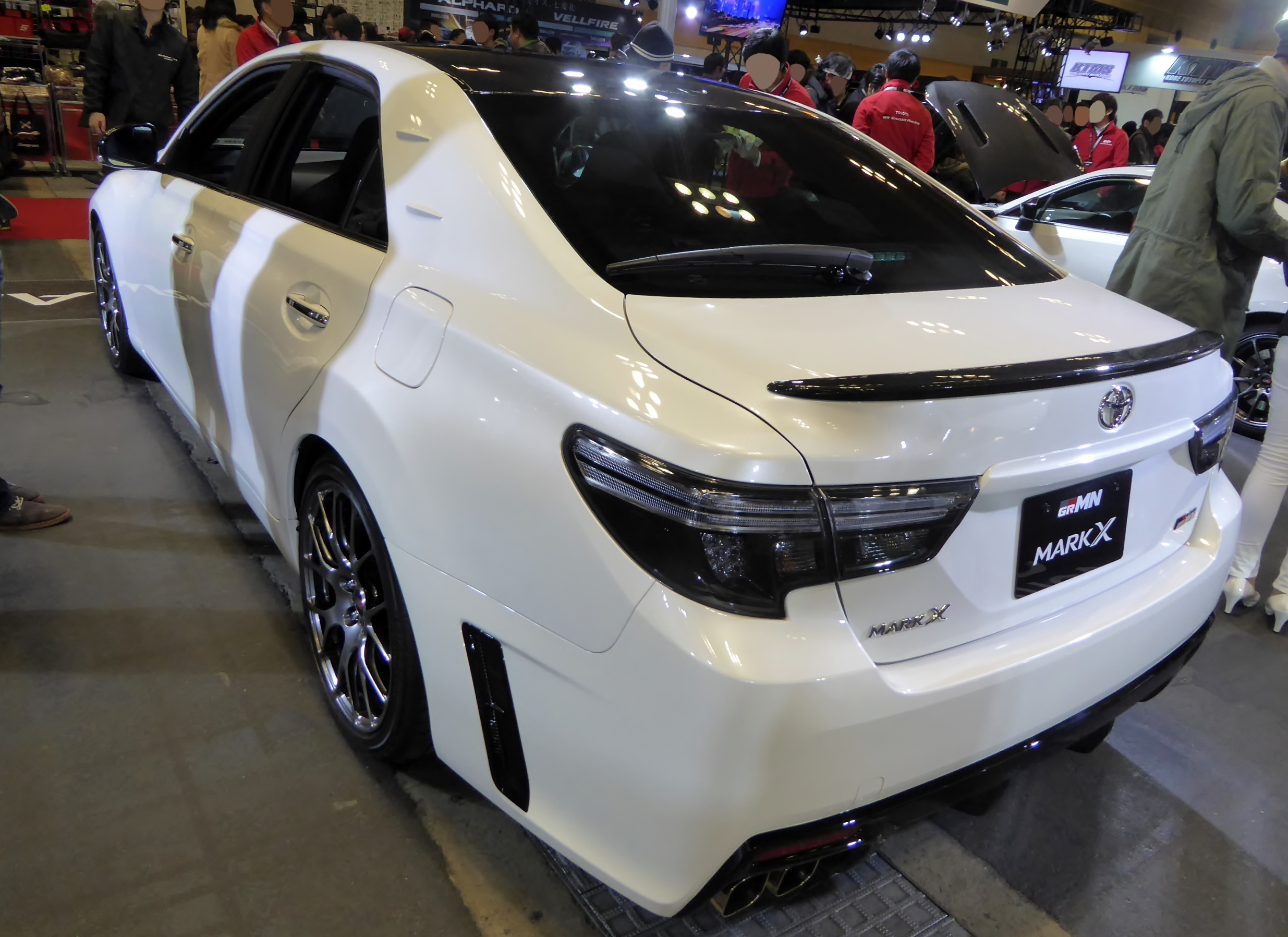
Heckansicht
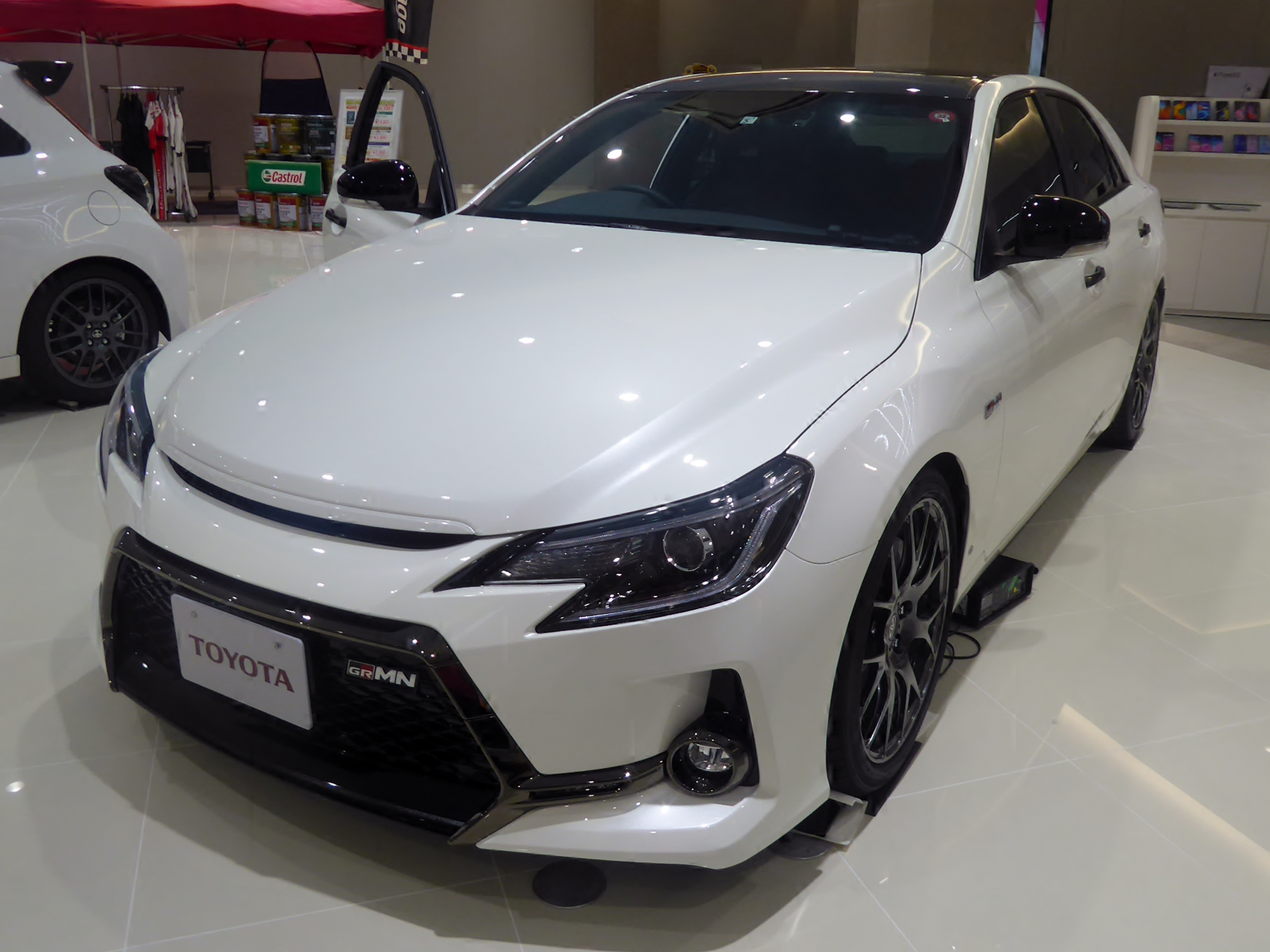
Toyota Mark X GRMN (2019)
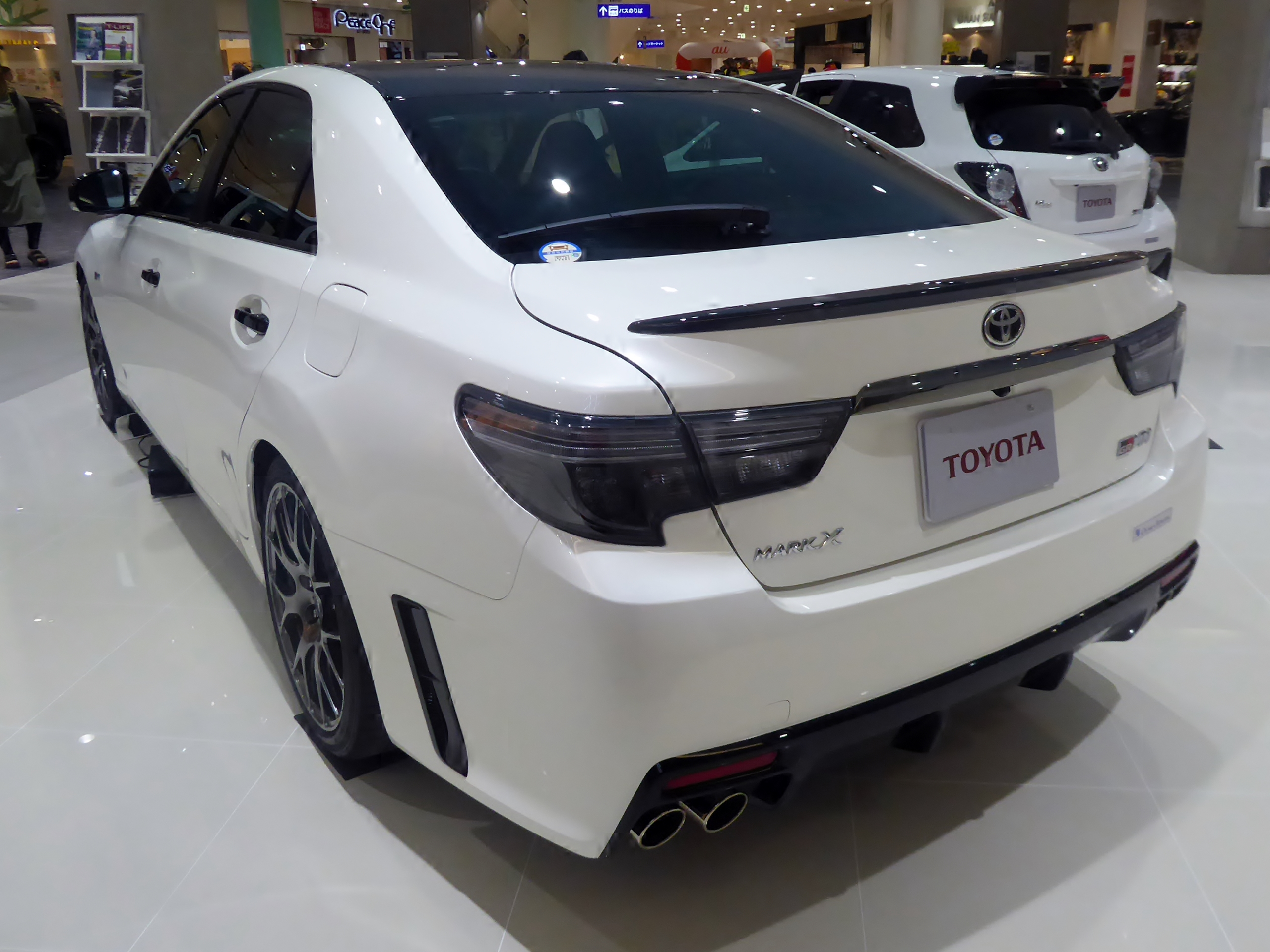
Heckansicht

### Technische Daten
|                                             | 2.5 VVT-i (China)        | 3.0 VVT-i (China)        | 2.5 (Japan)              | 3.5 (Japan)              |
| Bauzeitraum                                 | 2009–2017                | 2009–2017                | 2009–2019                | 2009–2019                |
| Motorkenndaten                              |                          |                          |                          |                          |
| Motorcode                                   | 5GR                      | 3GR                      |                          |                          |
| Motortyp                                    | V6-Ottomotor             | V6-Ottomotor             | V6-Ottomotor             | V6-Ottomotor             |
| Hubraum                                     | 2497 cm³                 | 2995 cm³                 | 2499 cm³                 | 3456 cm³                 |
| max. Leistung bei min−1                     | 142 kW (193 PS) / 6200   | 167 kW (227 PS) / 6200   | 149 kW (203 PS) / 6400   | 234 kW (318 PS) / 6400   |
| max. Drehmoment bei min−1                   | 236 Nm / 4400            | 293 Nm / 4400            | 243 Nm / 4800            | 380 Nm / 4800            |
| Kraftübertragung                            |                          |                          |                          |                          |
| Antrieb, serienmäßig                        | Hinterradantrieb         | Hinterradantrieb         | Hinterradantrieb         | Hinterradantrieb         |
| Antrieb, optional                           | —                        | —                        | Allradantrieb            | —                        |
| Getriebe, serienmäßig                       | 6-Gang-Automatikgetriebe | 6-Gang-Automatikgetriebe | 6-Gang-Automatikgetriebe | 6-Gang-Automatikgetriebe |
| Messwerte                                   |                          |                          |                          |                          |
| Höchstgeschwindigkeit                       | 220 km/h                 | 230 km/h                 | k. A.                    | k. A.                    |
| Beschleunigung, 0–100 km/h                  | 9,0 s                    | 7,8 s                    | k. A.                    | k. A.                    |
| Kraftstoffverbrauch auf 100 km (kombiniert) | 8,8–9,0 l Super          | 9,1 l Super              | 8,5–9,4 l Super          | 10,0 l Super             |
| Leergewicht                                 | 1520–1580 kg             | 1590 kg                  | 1510–1570 kg             | 1560 kg                  |
| Tankinhalt                                  | 70 l                     | 70 l                     | 71 l                     | 71 l                     |